# صبرينة موساوي
صابرينا موسوي (مواليد 25 مارس 1984) هي لاعبة كرة قدم جزائرية سابقة لعبت في مركز خط الوسط، وكانت عضوًا في منتخب الجزائر لكرة القدم للسيدات.

## المسيرة الكروية
لعبت مع نادي أفاك غليزان في الجزائر.

## المسيرة الدولية
شاركت مع منتخب الجزائر على المستوى الأول خلال بطولة إفريقيا لكرة القدم للسيدات 2010